# Мікі Рурк
Мі́кі Рурк (англ. Mickey Rourke; справжнє ім'я — Філі́п Андре́ Рурк молодший, англ. Philip Andre Rourke; Jr.; нар. 16 вересня 1952) — американський актор і сценарист, володар «Золотого глобуса». Отримав міжнародну славу після знімання у фільмах «9 1/2 тижнів» і «Янгольське серце». А також — репутацію важкого актора з непростим характером. Мав проблеми з законом. Після кількох років забуття повернувся в американський кінематограф у 2009 році.

## Біографія
Філіп Андре Рурк-молодший народився 16 вересня 1952 року в родині ірландських католиків, Анни та Філіпа Андре Рурка-старшого. Точний рік народження Мікі (це прізвисько йому дав батько, фанат бейсболіста Мікі Ментла) невідомий, називають 1950, 1953 та 1956 роки.
Пізніше він скаже про себе:
|  | Я був чарівним золотоволосим хлопчиком! Все більше грав ролі ангелів на різдвяних ранках . |

Мав молодшого брата Джо, який помер від раку в 2004 році. Є ще старша сестра Петті.
Коли Мікі було 7 років — батьки розлучилися. Мати разом із дітьми виїхала з Скенектаді до Флориди, в Ліберті-Сіті — бідне передмістя Маямі, населене переважно афроамериканцями. Вдруге одружилася з колишнім офіцером поліції Джином Еддісом (Gene Addis). Стосунки з вітчимом, який вимагав дисципліни й пошани, в Мікі не склалися.

### Пошук професії
Мікі почав проводити багато часу на вулиці, спілкуючись, у тому числі з сутенерами, повіями і наркодилерами. Також почав відвідувати боксерський зал на 5-й Вулиці Маямі Біч (5th Street Boxing Gym on Miami Beach).
У період любительської боксерської кар'єри провів 47 боїв у середній вазі. В 19 років отримав дуже сильний струс мозку в бою зі свідомо обраним сильнішим супротивником — з боксом був змушений розпрощатися.
Взяв участь у спектаклі на сцені одного з коледжів. Після чого — вирішив стати актором.
У 1975 році позичив 400 доларів у сестри Петті і повернувся до Нью-Йорка, де записався до акторської студії.

### Шлях до кіновизнання
Щоб заробити на життя і навчання, працював викидайлом у барі трансвеститів, продавав каштани в Центральному парку, чистив басейни, мив підлогу, натаскував бійцівських собак.
На одну з репетицій акторської студії прийшов режисер Лоуренс Кездан — згодом він дав Мікі невелику роль у своєму фільмі «Жар тіла». Гра Мікі Каздану сподобалася.
У 1978 році переїжджає до Лос-Анджелеса. Грає кілька епізодичних ролей у різних фільмах і головну — у стрічці «Справа пари Раутів», де партнеркою Рурка була молода Лінда Гамільтон.
1982 року в Луізіані на зйомках фільму знайомиться з акторкою Деборою Фьюер. Незабаром вони одружилися, шлюб тривав три роки.
Френсіс Форд Коппола запросив Рурка на одну з головних ролей у фільм «Бійцівська рибка». Тоді режисер скаже:
|  | Міккі Рурк — видатний актор. Є в його особі й хистові якийсь магнетизм, таємниця… |

У Америці фільм пройшов непоміченим, а от у Європі (особливо у Франції) — Рурк став справжньою зіркою.
Вже згодом, після ролі у фільмі «9 1/2 тижнів», актор став одним із секс-символів 80-х.

### Кіновизнання
Після «9 1/2 тижнів» Мікі Рурк потрапив на обкладинки всіх відомих журналів.
У 1987 році — Алан Паркер знімає його в містичному детективі-трилері «Янгольське серце». Роль Гаррі Янгола критики називають однією з найліпших у доробку Мікі.
У тому ж році Рурк знімається ще у двох некомерційних картинах: «Відхідна молитва» та «П'янота». А в 1989 році виходить фільм «Франциск» італійки Ліліани Кавані — і світова слава Мікі Рурка досягає свого апогею.
Під час роботи над роллю Рурк застосовує систему Станіславського — уживається в образ аж до повного перевтілення. Для знімання у фільмі «Хрещений батько Гринвіч-Вілледж» він набрав 12 кілограмів і схуд на 10 для «9 з половиною тижнів»; зробив татуювання бійців ІРА для «Відхідної молитви»; місяць працював у поліції для «Року дракона»; в «Своєму хлопцеві» сам і по-справжньому провів всі боксерські раунди; вибив собі два зуби для «П'яні»; сім дублів качався голим по снігу в «Франциску». В одному з інтерв'ю актор скаже:
|  | Станіславський був дядько з головою. Я прочитав усі його книги . |

У 1989 році на пробах до еротичної мелодрами «Дика орхідея» Рурк зустрічає акторку Керрі Отіс. В 1992 році пара одружується. Згодом стало відомо, що Рурк бив дружину, а Отіс — приймала героїн. Під час романтичних канікул в Римі у Керрі стався викидень. Лікарі заявили, що Отіс — через отримані травми — більше не зможе мати дітей.
Рурк присягнувся, що якщо Отіс піде, він відрубає собі палець. Згодом Мікі доставили в одну з лікарень Лос-Анджелеса — разом зі скривавленим рушником, в який була загорнута відрізана фаланга його мізинця.
Після чергової сварки подружжя сусіди викликали поліцію. В Отіс діагностували кілька переломів, які нещодавно зрослися, а також незліченні свіжі синці. Вона подала на Рурка до суду. Йому заборонили наближатися до дружини ближче ніж на сто метрів. У 1998 році пара розлучилася. Рурк після цього заявляв:
|  | Чи сумую я? Ні, тут слід вжити слово посильніше. Адже це було дійсно щось особливе. |

У 2008 році він також заявив, що йому ніколи не зустріти жінку, схожу на Керрі:
|  | Я майже десять років чекав, що вона повернеться — до того дня, коли помер Джо. А після його смерті вже не чекаю. Компроміс мені не потрібний. Керрі була громом і блискавкою. Якщо я не можу володіти громом і блискавкою, то мені нічого не потрібно. Ну, може, побачення на одну ніч — не більше. На компроміс я не піду — не можу просто. |

### Роки забуття
У 90-х популярність Мікі Рурка падає. Кілька разів зривається його участь у фільмах Антоніоні, Мартіна Скорсезе, Люка Бессона. Рурк починає сильно пити й навіть вживати наркотики. Влаштовує бійки в ресторанах, скандали на знімальних майданчиках, сідає за кермо напідпитку. Також вдається до пластичної хірургії. Мешкає спочатку в готелі, потім — винаймає квартиру, і врешті перебирається у вантажівку, обладнану під житло, — будинок в Беверлі-Хіллз відібрали за несплату боргів. Разом з Мікі живуть лише його улюблені собаки чау-чау.
Зрештою, повертається в бокс, виступає вже на професійному рингу, під тренерською опікою Фредді Роача. Відомий боксер Роберт Конрад на прізвисько «Татусь Боїнґтон» одного разу покинув зал зі словами:
|  | Він не бореться, він вбиває. Це не спорт, а відчай. |

Продовжуючи зніматись, Рурк провів 8 боїв у напівважкій вазі та виграв 6, з них 4 — нокаутом. Йому запропонували виступити за звання чемпіона світу — провести ще три бої, але, порадившись із близькими, Рурк відмовився, остаточно вирішивши присвятити себе акторству. На той час він вже мав перебитий палець на нозі, чотири зламані суглоби на руці, два зламані ребра, прокушений язик, перебитий ніс та перелом вилиці:
|  | Я займався боксом, тому що втратив пошану до професії актора, а значить і до самого себе. Тепер я заспокоївся і готовий приймати свою професію за те, чим вона є. Я був дуже наївний і тепер починаю це розуміти... |

До серйозних робіт Рурка цього періоду критики відносять головні ролі у філософсько-еротичному трилері «Вихід в червоне» і кримінальній драмі «Куля» (обидві стрічки вийшли в 1996 році). Потім була низка епізодичних ролей (остання головна роль 90-х — в 1999 році в посередньому фільмі «Закон помсти».

### Повернення

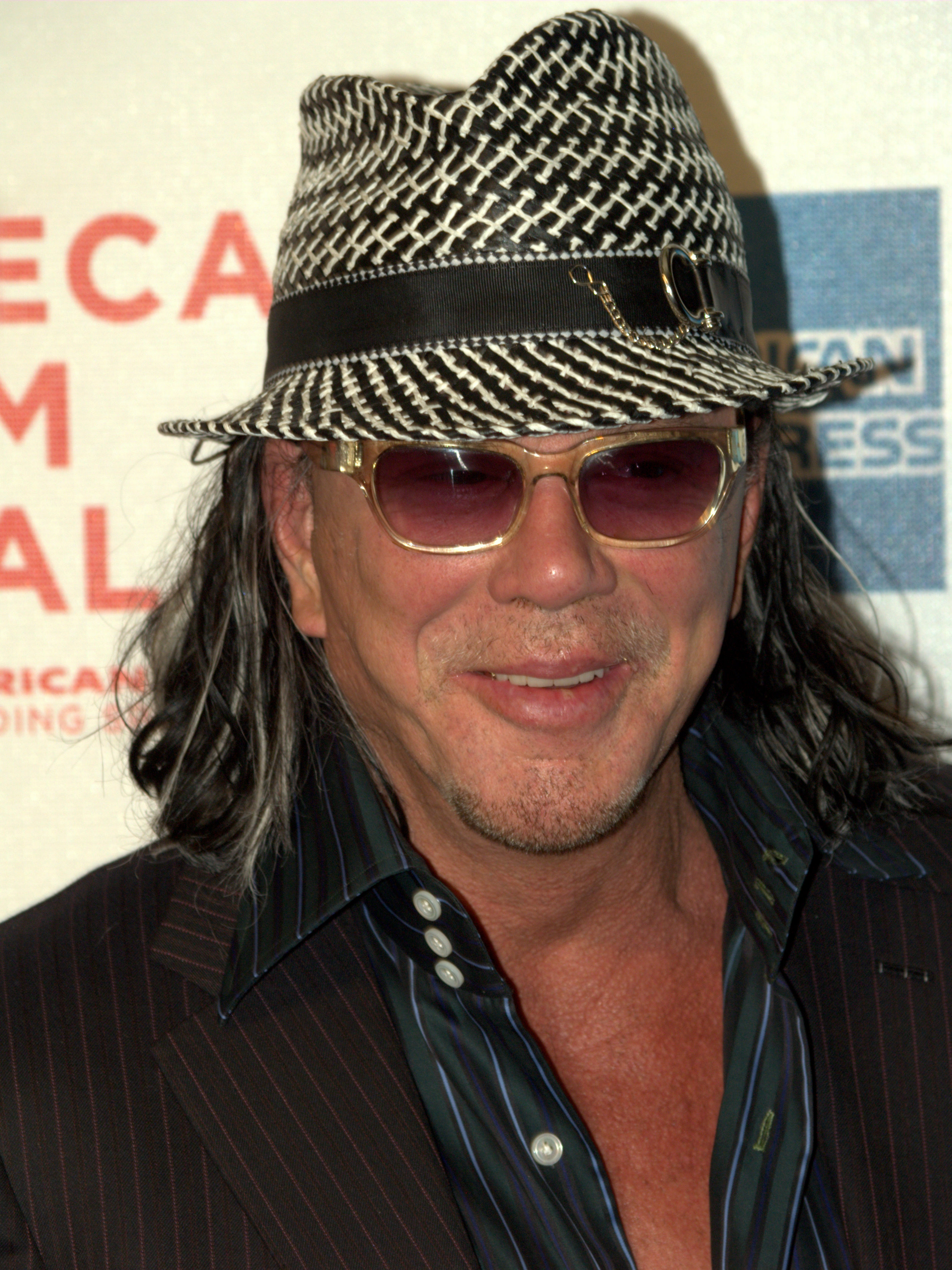
Мікі Рурк, 2009

У 2004 році Роберт Родрігес запросив Рурка в фільм «Місто гріхів» — на роль другого плану. Мікі зіграв кримінального мутанта з гарячим серцем і обліпленим пластирами лицем. Критики фільм оцінили позитивно. Рурка запросили в продовження. Сиквел «Місто гріхів 2» вийшов на екрани у 2014 році.
У 2006 вийшов фільм «Доміно», теж схвально сприйнятий критиками, де Рурк знову на другому плані.
За два роки — нарешті отримує головну роль. В драмі «Реслер». За неї, у січні 2009 року, отримує «Золотий глобус». А за два місяці — номінацію на «Оскар». Але статуетку так і не отримав. Сам актор назвав цей фільм найкращим у своїй кінокар'єрі:
|  | Можу чесно сказати, що фільм «Реслер» — це найкращий мій фільм і найважчий, тож я був просто щасливий, коли ми його нарешті закінчили. Адже я вже не хлопчик, хоча від таких зйомок і двадцятилітній би миттєво втомився . |

Щодо повернення у кіно журналістам сказав таке:
|  | Якби я знав 15 років тому, що повернення у велике кіно в мене займе 15 років через те, як я ставився до життя, я б ставився до нього зовсім по-іншому . |

У квітні 2009 року в Голлівуді презентували фільм «Інформатори», де Мікі знову зіграв з Кім Бесінгер.

### Реслинг
У 2009 році на Реслманії XXV переміг чемпіона з реслінгу Кріса Джеріко.

## Політичні погляди
11 серпня 2014 року під час візиту у Москву придбав футболку із зображенням російського президента і демонстративно одягнув її, заявивши, що збирається носити її скрізь, та наголосив, що йому подобається російський президент Путін.
2019 року Рурк заповів поховати його в Хмельницькій області в Україні.
Наприкінці 2023 року заявив про плани допомогти херсонцям під час повномасштабного вторгнення росіян. Рурк оголосив про збір $1  млн на відновлення житла.

## Фільмографія

### Актор
| Рік  | Українська назва                      | Назва мовою оригіналу                | Роль                                          |
| ---- | ------------------------------------- | ------------------------------------ | --------------------------------------------- |
| 2018 | Кінотеатр жахів                       | Nightmare Cinema                     | кіномеханік                                   |
| 2015 | Ешбі                                  | Ashby                                | Ешбі                                          |
| 2013 | Палаючий острів                       | Java Heat                            | Малік                                         |
| 2010 | Місто гріхів 2                        | Sin City 2                           | Марв                                          |
| 2010 | Тринадцять                            | 13                                   | Джеферсон                                     |
| 2010 | Broken Horses                         | Broken Horses                        |                                               |
| 2010 | St. Vincent                           | St. Vincent                          | Вінсент                                       |
| 2010 | Ігри пристрасті                       | Passion Plays                        |                                               |
| 2010 | Залізна людина 2                      | Iron Man 2                           | Ivan або Whiplash                             |
| 2010 | Нестримні                             | The Expendables                      | Тул                                           |
| 2009 | Інформатори                           | The Informers                        | Пітер                                         |
| 2008 | Кілер                                 | Killshot                             | Armand 'The Blackbird' Degas                  |
| 2008 | Реслер (фільм)                        | The Wrestler                         | Ренді «Баран (Таран)» Робінсон                |
| 2006 | Громобій                              | Stormbreaker                         | Darrius Sayle                                 |
| 2005 | Місто гріхів                          | Sin City                             | Мавр                                          |
| 2005 | Доміно                                | Domino                               | Ed Moseby                                     |
| 2004 | Гнів                                  | Man on Fire                          | Джордан                                       |
| 2003 | Одного разу в Мексиці: Відчайдушний 2 | Once Upon a Time in Mexico           | Біллі                                         |
| 2003 | Шоу століття                          | Masked and Anonymous                 | Едмонд                                        |
| 2002 | Вищий пілотаж                         | Spun                                 | The Cook                                      |
| 2001 | Жуки                                  | They Crawl                           | Tiny Frakes                                   |
| 2001 | Вбивство у чужому місті               | Picture Claire                       | Едді                                          |
| 2001 | Стеження                              | The Follow                           | Husband                                       |
| 2001 | Обіцянка                              | The Pledge                           | Jim Olstad                                    |
| 2000 | Прибрати Картера                      | Get Carter                           | Cyrus Paice                                   |
| 2000 | Звірофабрика                          | Animal Factory                       | Jan the Actress                               |
| 1999 | Викрадення чемпіона                   | Shergar                              | Gavin O'Rourke                                |
| 1999 | Cousin Joey                           | Cousin Joey                          |                                               |
| 1999 | Очима вбивці                          | Shades                               | Paul S. Sullivan                              |
| 1999 | Закон помсти                          | Out in Fifty                         | Jack Bracken                                  |
| 1998 | Четвер                                | Thursday                             | Kasarov                                       |
| 1998 | Під вогнем                            | Point Blank                          | Руді Рей                                      |
| 1998 | Баффало-66                            | Buffalo '66                          | The Bookie                                    |
| 1997 | Благодійник                           | The Rainmaker                        | Bruiser Stone                                 |
| 1997 | Любов в Парижі                        | Love in Paris                        | Джон Грей                                     |
| 1997 | Колонія                               | Double Team                          | Stavros                                       |
| 1996 | Куля                                  | Bullet                               | Butch 'Bullet' Stein                          |
| 1996 | Вихід в червоне                       | Exit in Red                          | Ed Altman                                     |
| 1995 | Час падіння                           | Fall Time                            | Florence                                      |
| 1994 | Останній ковбой                       | F.T.W.                               | Frank T. Wells                                |
| 1992 | Білі піски                            | White Sands                          | Gorman Lennox                                 |
| 1991 | Харлей Девідсон і ковбой Мальборо     | Harley Davidson and the Marlboro Man | Гарлей Девідсон                               |
| 1990 | Години відчаю                         | Desperate Hours                      | Michael Bosworth                              |
| 1989 | Дика орхідея                          | Wild Orchid                          | James Wheeler                                 |
| 1989 | Красунчик Джонні                      | Johnny Handsome                      | Джон Седлі «Красунчик Джонні», Джонні Мітчелл |
| 1989 | Франциск                              | Francesco                            | Франциск                                      |
| 1988 | Свій хлопець                          | Homeboy                              | Johnny Walker                                 |
| 1987 | П'янь                                 | Barfly                               | Henry Chinaski                                |
| 1987 | Відхідна молитва                      | A Prayer for the Dying               | Martin Fallon                                 |
| 1987 | Янгольське серце                      | Angel Heart                          | Гаррі Ейнджел («Янгол»)                       |
| 1986 | 9 1/2 тижнів                          | 9 1/2 Weeks                          | Джон                                          |
| 1985 | Рік дракона                           | Year of the Dragon                   | Стенлі Вайт                                   |
| 1984 | Хрещений батько Гринвіч-Вілледж       | The Pope of Greenwich Village        | Charlie Moran                                 |
| 1983 | Еврика                                | Eureka                               | Aurelio D'Amato                               |
| 1983 | Бійцівська рибка                      | Rumble Fish                          | The Motorcycle Boy                            |
| 1982 | Забігайлівка                          | Diner                                | Robert 'Boogie' Sheftell                      |
| 1981 | Жар тіла                              | Body Heat                            | Teddy Lewis                                   |
| 1980 | Брама небесна                         | Heaven's Gate                        | Нік Рей                                       |
| 1980 | Відхід в чорне                        | Fade to Black                        | Річі                                          |
| 1979 | 1941                                  | 1941                                 | Pvt. Reese                                    |

### Сценарист
| Рік  | Українська назва | Назва мовою оригіналу |
| ---- | ---------------- | --------------------- |
| 1996 | Куля             | Bullet                |
| 1994 | Останній ковбой  | F.T.W.                |
| 1988 | Свій хлопець     | Homeboy               |

## Нагороди
- «Золота малина» (1991), номінація «Найгірша чоловіча роль» (фільм «Години відчаю»)
- «Британська академія» (2009), переможець «Найкраща чоловіча роль» (фільм «Реслер»)
- «Золотий глобус» (2009), переможець «Найкраща чоловіча роль (драма)» (фільм «Реслер»)
- «Оскар» (2009), номінація «Найкраща чоловіча роль» (фільм «Реслер»)

## Статистика в професійному боксі
| Результат | Противник        | Спосіб                      | Раунд   | Час  | Дата              | Місце                        |
| --------- | ---------------- | --------------------------- | ------- | ---- | ----------------- | ---------------------------- |
|           |                  |                             |         |      |                   |                              |
| Нічия     | Шон Гіббонс      | Рішення суддів (переважне)  | 4 (з 4) | 3:00 | 8 вересня 1994    | Дейві, Флорида, США          |
| Перемога  | Томас МакКой     | Технічний нокаут            | 3 (з 4) |      | 20 листопада 1993 | Гамбург, Німеччина           |
| Перемога  | Бубба Стоттс     | Технічний нокаут            | 3 (з 4) |      | 24 липня 1993     | Джоплін, Міссурі, США        |
| Перемога  | Том Бентлі       | Нокаут                      | 1 (з 4) |      | 30 березня 1993   | Канзас-Сіті, Міссурі, США    |
| Перемога  | Террі Джесмер    | Рішення суддів (одностайне) | 4 (з 4) | 3:00 | 12 грудня 1992    | Ов'єдо, Астурія, Іспанія     |
| Перемога  | Даррел Міллер    | Нокаут                      | 1 (з 4) | 2:14 | 23 червня 1992    | Токіо, Японія                |
| Нічия     | Франціско Гарріс | Рішення суддів (переважне)  | 4 (з 4) | 3:00 | 25 квітня 1992    | Маямі-Біч, Флорида, США      |
| Перемога  | Стів Пауелл      | Рішення суддів (одностайне) | 4 (з 4) | 3:00 | 23 травня 1991    | Форт-Лодердейл, Флорида, США |